# Centro di Documentazione Europea
Un Centro di Documentazione Europea (CDE, chiamato anche EDC, dall'inglese European Documentation Centre) è un corpo istituito dalla Commissione europea destinato alla collezione, organizzazione e diffusione delle documentazione cartacea ed elettronica prodotta dalle istituzioni comunitarie a fini educativi e di ricerca.

## Storia
I Centri di Documentazione Europea vennero istituiti nel 1963 dalla Commissione europea. Sono ospitati prevalentemente nelle università, biblioteche universitarie, istituti di ricerca (anche non universitari), sia pubblici che privati, e istituti di istruzione superiore.
Al 2016 erano presenti 376 CDE in 27 stati membri della Comunità, escluso il Lussemburgo. I centri possono essere ospitati anche negli Stati candidati o del tutto esterni all'Unione, sempre in collaborazione con istituzioni locali e la Commissione europea. È il caso dell'Università battista di Hong Kong, il cui centro venne concordato nel 1995 e aperto nel 1997, o dell'Università Chulalongkorn di Bangkok.

## Funzioni e obiettivi
Il mandato di un CDE è di ottenere tutte le pubblicazioni, documenti, contratti, database elettronici ufficiali dell'UE e renderli disponibili a ricercatori, educatori, studenti e altri soggetti eventualmente interessati, al fine di "promuovere il dibattito sull'Unione europea" e "consolidare l'insegnamento e la ricerca nel settore dell'integrazione europea".
- Pubblicazioni ufficiali UE:[7]
  - Gazzetta ufficiale dell'Unione europea
  - Conclusioni della presidenza del Consiglio europeo
  - Documenti del Consiglio dell'Unione europea
  - Documenti della Commissione europea
  - Dichiarazioni della Corte di giustizia dell'Unione europea
  - Relazioni della Banca centrale europea
  - Relazioni della Corte dei conti europea
  - Relazioni del Servizio europeo per l'azione esterna
  - Documenti del Comitato economico e sociale europeo
  - Ufficio pubblicazioni dell'Unione europea (OPOCE)
  - Osservatorio legislativo del Parlamento europeo
  - Altri documenti ufficiali

- Database ufficiali UE:
  - CORDIS: servizio comunitario di informazione in materia di ricerca e sviluppo
  - Curia: giurisprudenza UE
  - EUR-Lex: legislazione UE
  - PreLex: procedure inter-istituzionali
  - Eurostat: statistiche europee
  - SCADplus: legislazione UE
  - Tenders Electronic Daily: appalti e contratti UE